# George Burgess
Pour les articles homonymes, voir Burgess.

a Compétitions nationales et continentales officielles uniquement.

b Matchs officiels uniquement.
George Burgess, né le 21 avril 1992 à Dewsbury (Royaume-Uni), est un joueur anglais de rugby à XIII évoluant au poste de pilier. Grand espoir du rugby à XIII anglais, il fait ses débuts professionnels en National Rugby League avec la franchise des South Sydney Rabbitohs en 2012. Ses performances en club l'amènent rapidement en sélection anglaise avec laquelle il dispute la Coupe du monde 2013 où la sélection termine demi-finaliste. Par ailleurs, il est désigné meilleur jeune joueur international de l'année en 2013. Ses trois frères, Luke, Sam et Tom sont également joueurs professionnels de rugby à XIII.

## Biographie
George Burgess est né le 21 avril 1992 à Dewsbury (Royaume-Uni). Son père est joueur de rugby à XIII tout comme ses trois frères Luke, Sam et Tom qui ont un temps évolué sous les mêmes couleurs des South Sydney Rabbitohs en National Rugby League. Sa mère est enseignante. 
Très vite repéré, il parfaire sa formation aux Bradford Bulls, toutefois il signe son premier contrat professionnel pour la franchise des South Sydney Rabbitohs en National Rugby League. Avec cette dernière, il fait ses débuts lors de la saison 2012 y disputant trois matchs. En 2013, il devient titulaire au poste de pilier au sein de la franchise y marquant sept essais et ses bonnes performances l'amènent à rejoindre la sélection anglaise avec laquelle il dispute la Coupe du monde 2013. Demi-finaliste, son placage irrégulier sur Sonny Bill Williams amène l'essai décisif de la Nouvelle-Zélande. Cela ne l'empêche pas d'être désigné meilleur jeune joueur de l'année ainsi que meilleur jeune joueur de la National Rugby League en 2013.

## Palmarès
- Collectif
  - Vainqueur de la National Rugby League : 2014 (South Sydney Rabbitohs).
  - Finaliste de la Super League : 2020[3] (Wigan).

- Indiivuel
  - Élu meilleur jeune joueur du monde : 2013 (South Sydney Rabbitohs).
  - Élu meilleur jeune joueur de la National Rugby League : 2013 (South Sydney Rabbitohs).

### Détails en sélection
| 1.  | 26 octobre 2013  | Australie        | 20-28 | Coupe du monde | Pilier     | 4 | 1 | - | - |
| 2.  | 2 novembre 2013  | Irlande          | 42-0  | Coupe du monde | Pilier     | 0 | 0 | - | - |
| 3.  | 9 novembre 2013  | Fidji            | 34-12 | Coupe du monde | Remplaçant | 0 | 0 | - | - |
| 4.  | 16 novembre 2013 | France           | 34-6  | Coupe du monde | Remplaçant | 0 | 0 | - | - |
| 5.  | 23 novembre 2013 | Nouvelle-Zélande | 18-20 | Coupe du monde | Remplaçant | 0 | 0 | - | - |
| 6.  | 25 octobre 2014  | Samoa            | 32-26 | Quatre Nations | Pilier     | 0 | 0 | - | - |
| 7.  | 2 novembre 2014  | Australie        | 12-16 | Quatre Nations | Pilier     | 0 | 0 | - | - |
| 8.  | 8 novembre 2014  | Nouvelle-Zélande | 14-16 | Quatre Nations | Pilier     | 0 | 0 | - | - |
| 9.  | 22 octobre 2016  | France           | 40-6  | Amical         | Remplaçant | 4 | 1 | - | - |
| 10. | 29 octobre 2016  | Nouvelle-Zélande | 16-17 | Quatre Nations | Remplaçant | 0 | 0 | - | - |
| 11. | 5 novembre 2016  | Écosse           | 38-12 | Quatre Nations | Remplaçant | 0 | 0 | - | - |
| 12. | 13 novembre 2016 | Australie        | 18-36 | Quatre Nations | Remplaçant | 0 | 0 | - | - |
| 13. | 27 octobre 2018  | Nouvelle-Zélande | 18-16 | Test match     | Remplaçant | 0 | 0 | - | - |
| 14. | 4 novembre 2018  | Nouvelle-Zélande | 20-14 | Test match     | Remplaçant | 0 | 0 | - | - |

## Statistiques
| Saison | Club                   | Compétition           | Matchs | Points | Essais | Goals | Drops |
| ------ | ---------------------- | --------------------- | ------ | ------ | ------ | ----- | ----- |
| 2012   | South Sydney Rabbitohs | National Rugby League | 3      | -      | -      | -     | -     |
| 2013   | South Sydney Rabbitohs | National Rugby League | 24     | 28     | 7      | -     | -     |
| 2014   | South Sydney Rabbitohs | National Rugby League | 23     | 12     | 3      | -     | -     |
| 2015   | South Sydney Rabbitohs | National Rugby League | 25     | 4      | 1      | -     | -     |
| 2016   | South Sydney Rabbitohs | National Rugby League | 17     | -      | -      | -     | -     |
| 2017   | South Sydney Rabbitohs | National Rugby League | 18     | -      | -      | -     | -     |
| 2018   | South Sydney Rabbitohs | National Rugby League | 27     | 8      | 2      | -     | -     |
| 2019   | South Sydney Rabbitohs | National Rugby League | 13     | -      | -      | -     | -     |
| 2020   | Wigan Warriors         | Super League          | 0      | -      | -      | -     | -     |